# Пиксел
Пиксели пренасочва насам.  За филма от 2015 г. вижте Пиксели (филм).
Пиксел (на английски: Pixel, от Picture element; 1 милион пиксела се означава като „1 мегапиксел“ или „1 MP“) е най-малкият елемент, който изгражда двумерно цифрово изображение. Това е много малка точка с променливи цвят и яркост. Изображението се изгражда от множество пиксели, подредени в правоъгълна решетка с определена разделителна способност. Поради малкия размер на отделния пиксел, човешкото око не вижда „точки“, а възприема цялото изображение. Съществуват различни модели за представяне на цвета на пикселите, като най-често това става чрез три цветови компонента – червено, зелено и синьо. Отново малкият размер спомага цветовите компоненти да се възприемат от човешкото око като един общ цвят.

## Стандартни разделителни способности
Обикновените телевизори с кинескоп притежават общо 300 000 пиксела (0,3 MP). Понастоящем повечето монитори за компютърни системи позволяват максимална разделителна способност от 1920 х 1080, тоест 2 073 600 пиксела. Поради факта, че изображението на мониторите се наблюдава от по-малко разстояние, се налага картината им да е с по-висока разделителна способност.
| Име    | Брой пиксели, MP | Широчина x Височина | Бележки                |
| ------ | ---------------- | ------------------- | ---------------------- |
| QVGA   | 0.077            | 320×240             |                        |
| VGA    | 0.3              | 640×480             |                        |
| SVGA   | 0.5              | 800×600             |                        |
| XGA    | 0.8              | 1024×768            | понякога наричана XVGA |
| WXGA   | 1.0              | 1280×800            |                        |
| SXGA   | 1.3              | 1280×1024           |                        |
| WXGA+  | 1.3              | 1440×900            |                        |
| SXGA+  | 1.4              | 1400×1050           |                        |
| WSXGA+ | 1.7              | 1680×1050           |                        |
| UXGA   | 1.9              | 1600×1200           |                        |
| WUXGA  | 2.3              | 1920×1200           |                        |
| QXGA   | 3.1              | 2048×1536           |                        |
| WQXGA  | 4.1              | 2560×1600           |                        |
| QSXGA  | 5.2              | 2560×2048           |                        |
| WQSXGA | 6.6              | 3200×2048           |                        |
| QUXGA  | 7.7              | 3200×2400           |                        |
| WQUXGA | 9.2              | 3840×2400           |                        |

## Светодиодни дисплеи
Пикселът по дефиниция е „светеща точка“, присъстваща във всяко едно светодиодно решение – от простите едноредови текстови екрани до пълноцветните екрани с големи размери. Тази светеща точка може да бъде съставена от един или повече диоди в зависимост от размерите и характеристиките на апаратурата. Например в едноредовите дисплеи с малки размери един пиксел може да бъде съставен от един-единствен диод, докато в един модел с големи размери един пиксел може да бъде съставен от двадесет диода. От съществено значение е броят на цветовете, които трябва да изобразява даден пиксел. В някои модели могат да се срещнат около 36 диода за един пиксел.

## Мегапиксел
Мегапикселът (MP) е милион пиксела. Терминът се използва не само за броя на пикселите в изображението, но и за изразяване на броя на сензорните елементи на изображението на цифровите фотоапарати или броя на елементите на дисплея на цифровите дисплеи. Например камера, която прави изображение с размер 2048 × 1536 пиксела (3 145 728 завършени пиксела на изображението), обикновено използва няколко допълнителни реда и колони от сензорни елементи и обикновено се казва, че има „3,2 мегапиксела“ или „3,4 мегапиксела“, в зависимост от това дали докладваният брой е „ефективният“ или „общият“ брой пиксели.
Пикселът се използва за определяне на разделителната способност на снимка. Разделителната способност на снимката се изчислява чрез умножаване на ширината и височината на сензора в пиксели.
Цифровите фотоапарати използват фоточувствителна електроника, или зарядно свързано устройство (CCD), или допълващи сензори за изображение метал-оксид-полупроводник (CMOS), състоящи се от голям брой единични сензорни елементи, всеки от които записва измерено ниво на интензивност. В повечето цифрови фотоапарати сензорният масив е покрит с шарена цветна филтърна мозайка, имаща червени, зелени и сини области във филтърната подредба на Bryce Bayer (сътрудник на Kodak), така че всеки сензорен елемент може да записва интензитета на един първичен цвят светлина. Камерата интерполира информацията за цветовете на съседните сензорни елементи, чрез процес, наречен demosaicing, за да създаде крайното изображение. Тези сензорни елементи често се наричат "пиксели", въпреки че записват само 1 канал (само червен или зелен или син) на крайното цветно изображение. По този начин два от трите цветни канала за всеки сензор трябва да бъдат интерполирани и така наречената N-мегапикселова камера, която произвежда N-мегапикселово изображение, предоставя само една трета от информацията, която изображение със същия размер може да получи от скенер. По този начин някои цветови контрасти могат да изглеждат по-мъгляви от други, в зависимост от разпределението на основните цветове (зеленото има два пъти повече елементи от червеното или синьото в подредбата на Bayer).
DxO Labs изобрети Perceptual MegaPixel (P-MPix) за измерване на остротата, която фотоапаратът произвежда, когато е сдвоен с определен обектив, за разлика от MP, който производителят заявява за фотоапарат, който се основава само на сензора на камерата. Новият P-MPix претендира да бъде по-точна и уместна стойност, която фотографите да вземат предвид при претегляне на остротата на камерата. Към средата на 2013 г. обективът Sigma 35 mm f/1.4 DG HSM, монтиран на Nikon D800, има най-високия измерен P-MPix. Въпреки това, със стойност от 23 MP, той все още изтрива повече от една трета от 36.3 MP сензора на D800. През август 2019 г. Xiaomi пусна Redmi Note 8 Pro като първия в света смартфон с 64 MP камера. На 12 декември 2019 г. Samsung пусна Samsung A71 с 64-мегапикселова камера. В края на 2019 г. Xiaomi обяви първия камерен телефон с 108MP 1/1.33-инчов сензор. Сензорът е по-голям от повечето мостови камери с 1/2,3-инчов сензор.
Един нов метод за добавяне на мегапиксели е въведен в камерата на Micro Four Thirds System, която използва само 16 MP сензор, но може да произведе 64 MP RAW (40 MP JPEG) изображение, като направи две експозиции, измествайки сензора с половин пиксел между тях. Използвайки триножник за заснемане на многократни снимки в рамките на един екземпляр, множествените 16 MP изображения след това се генерират в единно 64 MP изображение.